# Lopranseiði
Lopranseiði är ett näs i Färöarna (Kungariket Danmark).   Det ligger i sýslan Suðuroyar sýsla, i den södra delen av landet, 60 km söder om huvudstaden Tórshavn.
Terrängen runt Lopranseiði är lite kuperad. Havet är nära Lopranseiði söderut.  Närmaste större samhälle är Vágur, 4,7 km norr om Lopranseiði. 